# Franz Lemmermeyer
Franz Lemmermeyer (20 de fevereiro de 1962) é um matemático e historiador da matemática alemão.
Lemmermeyer obteve o doutorado na Universidade de Heidelberg, orientado por Peter Roquette.